# Raffaello Gestro
Lugi Ignazio Benedetto Raffaele Gestro, conosciuto semplicemente come Raffaello Gestro (Genova, 21 marzo 1845 – Genova, 6 giugno 1936), è stato un naturalista ed entomologo italiano, specializzato nello studio dei coleotteri.

## Biografia
Nacque a Genova da Carlo Domenico e Luigia Semino, fece studi classici e contemporaneamente corsi di musica e disegno.
Il suo interesse scientifico riguardava maggiormente lo studio degli insetti e per questo, nel 1865, venne scelto da Giacomo Doria, che aveva conosciuto l'anno prima, come curatore scientifico delle sue collezioni, poiché sarebbe stato impegnato in una spedizione in Borneo con Odoardo Beccari.  Nel 1866 si laureò in Medicina e Chirurgia e poi si arruolò nel Corpo Volontari Italiani durante la terza guerra d'indipendenza. L'anno seguente, tornato dalla guerra, dopo essere stato assunto dal genovese ospedale di Pammatone, divenne vice-direttore dell'appena fondato museo di storia naturale di Genova a villetta Di Negro, di cui Doria venne scelto come direttore. Suoi impegni maggiori nel museo furono la catalogazione dei reperti e la cura della rivista del museo, "Annali". Nel 1871 partecipò anche ad una spedizione nel Mediterraneo, a bordo del "Violante", alla ricerca di nuovi reperti.
Nel 1913 diviene direttore del museo, incarico che mantenne sino al 1934, divenendo poi direttore onorario sino alla morte. Aveva sposato Annetta Verdone da cui aveva avuto tre figlie.
Fu anche socio a partire dal 1871 della Società entomologica italiana, di cui divenne anche presidente.